# Pat Powers (volley-ball)
Pour les articles homonymes, voir Pat Powers et Powers.
Pat Powers est un ancien joueur américain de volley-ball, né le 13 février 1958 à Los Angeles (Californie). Il mesure 1,95 m et jouait réceptionneur-attaquant.

## Clubs
| Club                  | Pays        | De        | À         |
| --------------------- | ----------- | --------- | --------- |
| Équipe des États-Unis | États-Unis  | 1980-1981 | 1985-1986 |
| Bistefani Turin       | Italie      | 1986-1987 | 1987-1988 |
| Montpellier UC        | France      | 1989-1990 | 1989-1990 |
| Mladost Zagreb        | Yougoslavie | 1990-1991 | 1990-1991 |

## Palmarès
- Jeux olympiques (1)
  - Vainqueur : 1984
- Championnat du monde (1)
  - Vainqueur : 1986